# Бантле Надія Антонівна
Бантле Надія Антонівна (10 листопада 1851 — 30 жовтня 1934, Мінськ,СРСР) — хірург, організатор охорони здоров'я. Герой Праці (1928).

## Біографія
Надія виросла у багатодітній сім'ї. Батько, Антоній Домінік Бантле (24 лютого 1796 — 21 Січня 1889), аптекар в Могильовській губернії.
Закінчила жіночі лікарські курси Медико-хірургічної академії в Санкт-Петербурзі.
15 серпня 1876, за пропозицією Григорія Мачтета, вона разом з Олександром Клушиним та Августиною Сінькевич очистили квартиру Євгенії Бартошевич від компрометуючих матеріалів. Через два дні була арештована в Санкт-Петербурзі та ув'язнена в Петропавловській фортеці; звільнена 9 жовтня. Притягувалася до дізнання за звинуваченням в організації зносин з ув'язненими Будинку попереднього ув'язнення для їх звільнення.
Навчалася на жіночих лікарських курсів при Миколаївському військовому шпиталі. Під час Російсько-турецької війни добровільно відправилася лікувати поранених солдатів у госпіталі на території Херсонської губернії.
По закінченню жіночих лікарських курсів, деякий час працювала у Новгородській та Саратовській губерніях. У 1885 році працювала лікарем у селі Нікольське Кадниківського повіту Вологодської губернії, де на свої гроші налагодила виробництво віспенного детриту для щеплень дітей. Домоглася відкриття, у 1902—1903 роках, спеціалізованої пологової палати при сільській лікарні. Також організували в селі дитячі ясла, перші у Кадниківському повіті. Під час спалаху туберкульозу у Вологодській губернії, в 1923 році, Надія Бантле організувала проведення медичної лотереї. Всього було зібрано грошей та речей на суму у 4250 карбованців, які були використані на боротьбу з туберкульозом. В Нікольському Надія Бантле пропрацювала до 1933 року, поки їй не виповнилося 79 років. У 1933 разом з донькою поїхала до Мінська, де незабаром померла і була похована на місцевому Військовому кладовищі. 
Нікольська дільнича лікарня була названа на честь Надії Бантле.
У 1933 році передала до Вологодського обласного музею альбом з малюнками місцевого художника Боборикіна Петра Олексійовича.
Похована на Військовому кладовищі Мінська, Білорусь.

## Нагороди
- Герой Праці (1 жовтня 1928)[2]

## Галерея

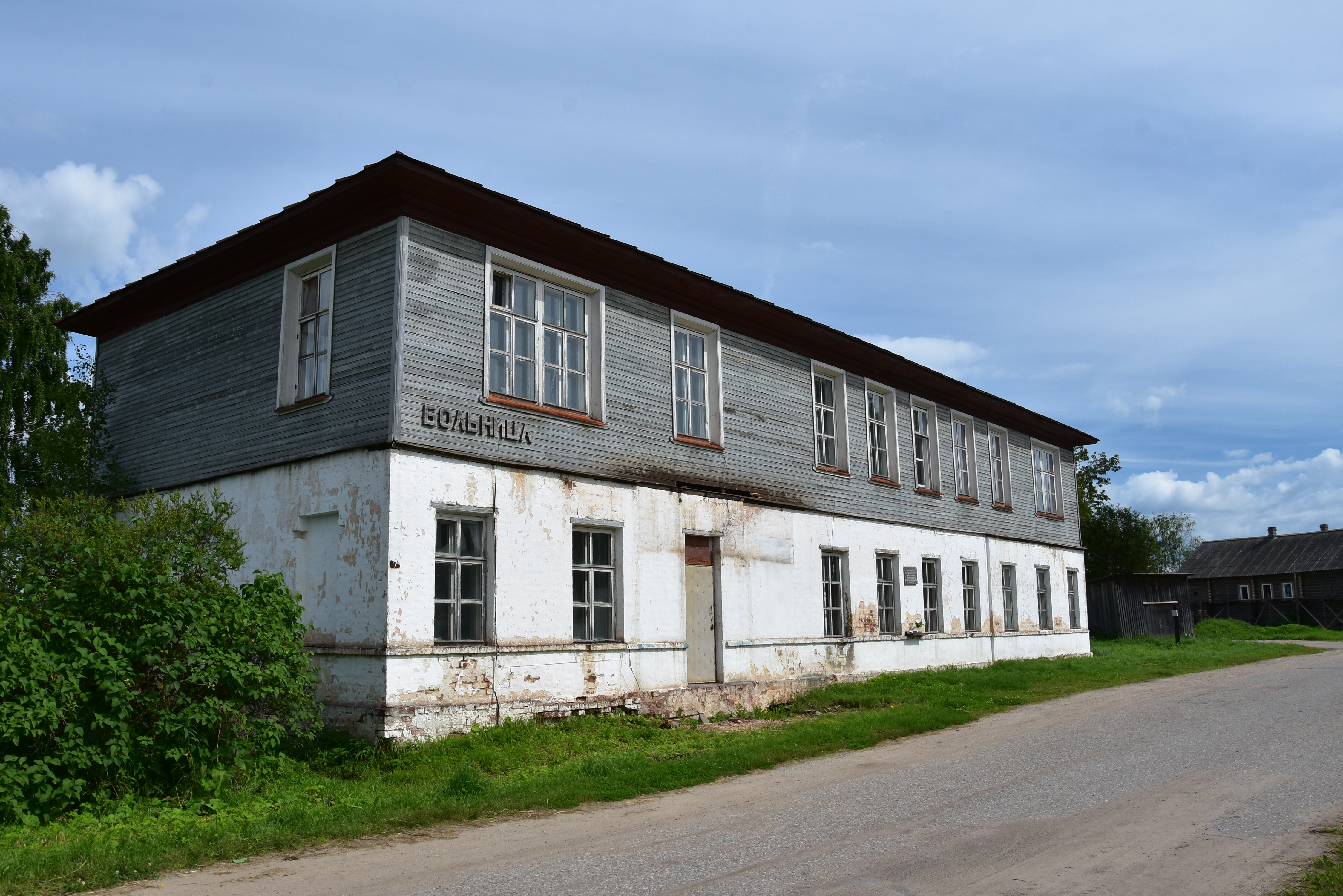
Лікарня де працювала Н.А. Бантле з 1885 по 1933. с. Нікольське, Усть-Кубинський р-н
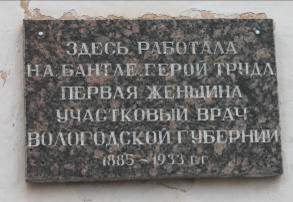
Меморіальна дошка на будівлі лікарні у селі Нікольське Усть-Кубинського району, Вологодської області, Росія.
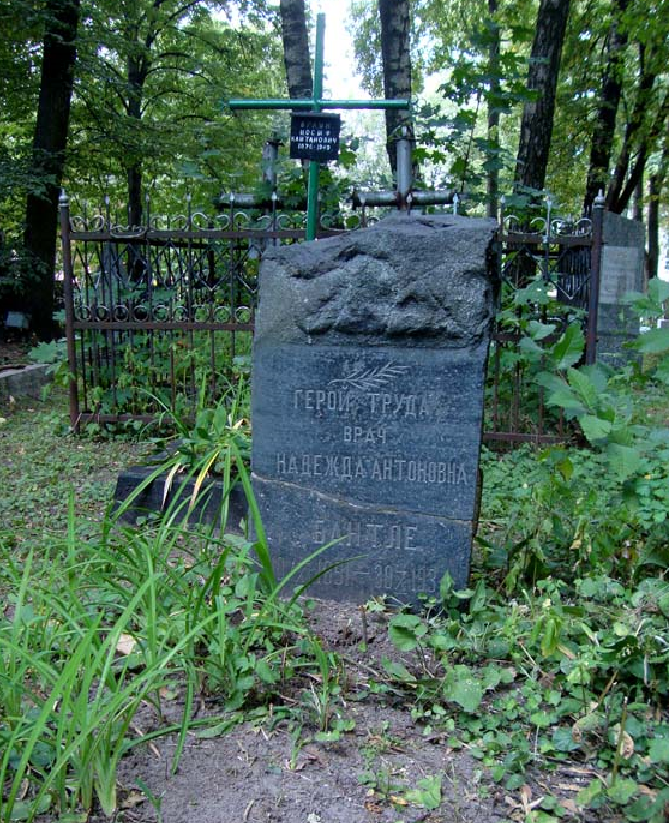
Могила Надії Антонівни Бантле (1851-1934) на Військовому кладовищі в р. Мінськ, Білорусь